# Polyrhachis moeschi
Polyrhachis moeschi é uma espécie de formiga do gênero Polyrhachis, pertencente à subfamília Formicinae.